# Coracina boyeri
Coracina boyeri là một loài chim trong họ Campephagidae.
Nó được tìm thấy trên đảo New Guinea ở cả khu vực thuộc Indonesia lẫn Papua New Guinea. Môi trường sống tự nhiên của nó là các khu rừng ẩm vùng đất thấp và rừng ngập mặn nhiệt đới hay cận nhiệt đới.
Tên gọi khoa học của nó là để vinh danh nhà thám hiểm người Pháp Joseph Emmanuel P. Boyer.
Tên gọi tiếng Anh của nó Boyer's cuckooshrike (phường chèo Boyer). Thức ăn của chúng là quả, chủ yếu là từ chi Ficus, nhưng cũng ăn cả côn trùng. Mùa sinh sản có lẽ kéo dài từ cuối mùa khô sang đầu mùa mưa (tháng 10 tới tháng 1 năm sau, với chim non ra ràng vào tháng 12 tháng 1 năm sau.

## Phân loài
- C. b. boyeri (Gray, 1846): Tây quần đảo Papua, tây bắc và bắc New Guinea. Tên gọi khác trong tiếng Anh: White-lored cuckooshrike (phường chèo vùng trước mắt trắng).
- C. b. subalaris (Sharpe, 1878): Nam và đông nam New Guinea. Tên gọi khác trong tiếng Anh: Grey-lored cuckooshrike (phường chèo vùng trước mắt xám).